# Shannon Day
Pour les articles homonymes, voir Day.

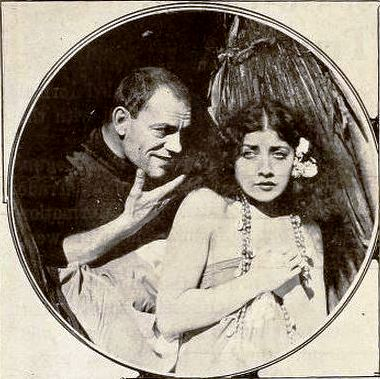
Dans La Force du sang (1923), avec Lon Chaney (photo promotionnelle)

Sylvia Day, née le 5 août 1896 à New York (État de New York) où elle est morte le 24 février 1977, est une actrice américaine, connue comme Shannon Day.

## Biographie
Au théâtre, Shannon Day débute comme Ziegfeld Girl à Broadway (New York) en 1913, dans la revue Ziegfeld Follies of 1913 (avec Leon Errol et Ian Maclaren). Toujours à Broadway, suit la comédie musicale The Rainbow Girl, représentée en 1918 (avec Sydney Greenstreet).
Au cinéma, elle contribue à trente-huit films américains (principalement durant la période du muet), le premier sorti en 1920. Suivent notamment Le Vieux Comédien de William C. de Mille (1921, avec Jack Holt et Lila Lee), Le Réquisitoire de Cecil B. DeMille (1922, avec Leatrice Joy et Thomas Meighan), La Force du sang d'Irvin Willat (1923, avec Malcolm McGregor et Lon Chaney), ou encore La Race qui meurt de George B. Seitz (1925, avec Richard Dix et Lois Wilson).
Après le passage au parlant, elle apparaît encore dans quatre films, le dernier sorti en 1933, après quoi elle se retire définitivement.

## Théâtre à Broadway (intégrale)
- 1913 : Ziegfeld Follies of 1913, revue produite par Florenz Ziegfeld, musique de Raymond Hubbell, livret de George V. Hobart : Ziegfeld Girl
- 1918 : The Rainbow Girl, comédie musicale, musique de Louis A. Hirsch, lyrics et livret de Rennold Wolf, direction musicale de Max Steiner : Chorus Girl

## Filmographie partielle
- 1920 : The Man Who Had Everything d'Alfred E. Green : Leonore Pennell
- 1921 : Le Vieux Comédien (After the Show) de William C. de Mille : Lucy
- 1921 : Le Fruit défendu (Forbidden Fruit) de Cecil B. DeMille : Nadia Craig
- 1921 : Le cœur nous trompe (The Affairs of Anatol) de Cecil B. DeMille : Chorus Girl
- 1922 : Honor First de Jerome Storm : Piquette
- 1922 : Captain Fly-by-Night de William K. Howard : Señorita Fernandez
- 1922 : La Femme qu'il épousa (The Woman He Married) de Fred Niblo : Mimi
- 1922 : Fools First de Marshall Neilan : « Cutie » Williams
- 1922 : Le Geste homicide (The Ordeal) de Paul Powell : Kitty
- 1922 : His Back Against the Wall de Rowland V. Lee : Dorothy Petwell
- 1922 : Le Réquisitoire (Manslaughter) de Cecil B. DeMille : Miss Santa Claus
- 1922 : North of the Rio Grande de Rollin S. Sturgeon : Lola Sanchez
- 1922 : One Clear Call de John M. Stahl : la fille de Jim Ware
- 1923 : Le Cœur et la Dot (The Marriage Market) d'Edward LeSaint : Dora Smith
- 1923 : Marriage Morals de William Nigh : la femme de John Brink
- 1923 : La Force du sang (All the Brothers Were Valiant) d'Irvin Willat : la fille indigène[1]
- 1924 : Petite Madame (So This Is Marriage?) d'Hobart Henley : Mollie O'Brien
- 1924 : Le Mari de Janette (Star Dust Trail) d'Edmund Mortimer : Nan Hartley
- 1925 : The Girl on the Stairs de William Worthington : Mañuela Sarmento
- 1925 : La Race qui meurt (The Vanishing American) de George B. Seitz : Gekin Yashi
- 1926 : Breed of the Sea de Ralph Ince : Martha Winston
- 1926 : La Barrière (The Barrier) de George W. Hill : la mère indienne de Necia
- 1927 : Stranded de Phil Rosen : Betty
- 1930 : Worldly Goods de Phil Rosen : Cassie
- 1932 : Big Town d'Arthur Hoerl : l'opératrice téléphonique